# Agata Sawicka
Agata Sawicka (Łódź, 17 gennaio 1985) è una pallavolista polacca.
Gioca nel ruolo di libero nel Developres Rzeszów.

## Carriera
La carriera di Agata Sawicka inizia a livello giovanile in una squadra della sua città, l'ŁKS. Dal 2000 al 2003 gioca per lo SMS PZPS Sosnowiec, squadra della federazione polacca che raccoglie i migliori talenti e li fa giocare nella serie cadetta polacca; durante lo stesso periodo fa parte delle selezioni giovanili polacche: nel 2001 è finalista al campionato europeo under 18 e poi si classifica al terzo posto al campionato mondiale under 18; nel 2002 vince il campionato europeo under 19, venendo premiata come miglior ricevitrice; mentre nel 2003 si classifica al terzo posto al campionato mondiale under 20, ricevendo i premi di miglior ricevitrice e miglior difesa. Nel 2002 inoltre ottiene le prime convocazioni nella nazionale maggiore.
Gioca poi per tre stagioni con l'AZS AWF Poznań col quale debutta nella massima serie polacca, per poi giocare due stagioni col Calisia, vincendo il suo primo scudetto, una Coppa di Polonia ed una Supercoppa polacca. Dal 2008 al 2013 gioca nel BKS di Bielsko-Biała, col quale vince un altro scudetto, un'altra coppa nazionale, ricevendo il premio di miglior ricevitrice, ed un'altra Supercoppa.
Nella stagione 2013-14 viene ingaggiata dal neopromosso Chemik Police, vincendo la Coppa di Polonia e lo scudetto. Nella stagione seguente passa al club dell'Impel di Breslavia, a cui resta legata per tre annate; con la nazionale arriva alla medaglia d'argento nei I Giochi europei.
Nella stagione 2017-18 veste la maglia del Developres Rzeszów, sempre nella massima divisione.

## Palmarès

### Club
- Campionato polacco: 3

2006-07, 2009-10, 2013-14
- Coppa di Polonia: 3

2006-07, 2008-09, 2013-14
- Supercoppa polacca: 2

2007, 2010

### Nazionale (competizioni minori)
- Campionato europeo under 18 2001
- Campionato mondiale under 18 2001
- Campionato europeo under 19 2002
- Campionato mondiale under 20 2003
- Piemonte Woman Cup 2009
- Giochi europei 2015

### Premi individuali
- 2002 - Campionato europeo under 19: Miglior ricevitrice
- 2003 - Campionato mondiale under 20: Miglior ricevitrice
- 2003 - Campionato mondiale under 20: Miglior difesa
- 2009 - Coppa di Polonia: Miglior ricevitrice
- 2011 - Coppa di Polonia: Miglior difesa
- 2014 - Coppa di Polonia: Miglior difesa